# Église Saint-Pantaléon de Trambly
L'église Saint-Pantaléon de Trambly est une église située sur le territoire de la commune de Trambly dans le département français de Saône-et-Loire et la région Bourgogne-Franche-Comté.

## Historique
La nef et les bas-côtés de l'église ont été reconstruits dans la seconde moitié du XIXe siècle (en 1881-1882), car l’église s'avérait alors exiguë par rapport au nombre d’habitants.
En août 1900, le clocher fut foudroyé et dut être restauré.

## Protection
Elle fait l'objet d'une inscription au titre des monuments historiques depuis un arrêté du 29 octobre 1926 (arrêté portant sur le clocher et l'abside).

## Architecture
L’église se compose d’une nef rectangulaire prolongée par un transept sans saillie, d’un chœur et d’une abside hémisphérique. 
L’abside, voûtée en cul-de-four, conserve des fenêtres ébrasées romanes qui ont été élargies.
Le clocher, au-dessus de la croisée du transept, de plan carré, est constitué de deux étages encadrés de bandes lombardes. Sous la flèche en pierre, une corniche saillante est décorée de modillons et de dents d’engrenage. 

## Culte
Édifice consacré du diocèse d'Autun relevant de la paroisse Saints-Apôtres-en-Haut-Clunisois (siège à Trambly) – qui en est affectataire au titre de la loi de 1905 –, l'église de Trambly est un lieu de culte catholique.